# Леонов Василь Гурович
Василь Гурович Леонов (? — ?) — селянин, депутат Державної думи I скликання від Херсонської губернії, який швидко добровільно склав повноваження.

## Біографія
Православний, селянин-землероб села Олександрова Бірзулівської волості Ананьївського повіту Херсонської губернії. 
14 квітня 1906 р. обраний до Державної думи I скликання від загального складу виборщиків Херсонських губернських виборчих зборів. Безпартійний. Поставив свій підпис під заявою про відстрочку обговорення адреса у відповідь. 
10 травня 1906 року, тобто через два тижні після початку роботи Думи, заявив про складання повноважень, оскільки вважав себе непідготовленим до виконання обов'язків депутата. На його депутатське місце обрано селянина І.Ф. Воронкова. Приклад селянина Леонова показує, що у самодержавній Росії була спроба залучення до роботи у законодавчій сфері навіть селян, які ще недавно були кріпаками і позбавленими багатьох соціальних прав, і виявились неготовими до депутатської роботи.

Подальша доля та дата життя невідомі.